# كام إير
كام إير هي شركة طيران أفغانية خاصة تأسست عام 2003. يقع مقرها الرئيسي في مطار كابل الدولي في العاصمة كابل.
بسبب الأوضاع الأمنية غير المستقرة في أفغانستان، تم تعليق جميع الرحلات الجوية المدنية في البلاد. وقد قامت شركة كام إير بنقل بعض طائراتها إلى إيران لتفادي تضررها من أي هجمات إرهابية أو عمليات عسكرية خصوصًا بعد استهداف مطار كابل.